# Harald Szeemann
Harald Szeemann (ur. 11 czerwca 1933 w Bernie, zm. 18 lutego 2005) – szwajcarski kurator i historyk sztuki. 

## Życiorys
Harald Szeemann urodził się w Bernie w 1933 roku. Ukończył studia na kierunkach związanych z historią sztuki, archeologii i dziennikarstwem. Otrzymał doktorat z historii sztuki na Sorbonie. 
W latach 50. pracował w teatrze jako aktor oraz inspicjent i scenograf. 
Pierwsze wystawy zaczął organizować w 1957. Cztery lata później został dyrektorem Kunsthalle Bern. Pierwszą kontrowersyjną decyzją, która spotkała się ze sporym poruszeniem w świecie sztuki była organizacja wystawy „When Attitudes Become Form: Works – Concepts – Processes – Situations – Information: Live In Your Head” w 1969. Otrzymując wolną rękę zaprosił artystów różnych dziedzin i technik artystycznych (z zakresu konceptualizmu, land artu, environment, happeningów i instalacji). Byli to przedstawiciele młodego pokolenia m.in.: Robert Morris, Richard Serra, Bruce Nauman, Eva Hesse, Joseph Beuys, Michael Heizer. Od tego czasu rada zarządzająca stanowiskami Kunsthalle oraz władze miejskie Brna naciskały, aby Szeemann ustąpił ze stanowiska. Uczynił to w 1971 roku. 
W 1972 był kierownikiem artystycznym wystawy documenta 5. Edycja została skrytykowana przez niemiecką prasę, jednakże odniosła sukces, przyciągając więcej zwiedzających niż poprzednie wystawy.  
W 1999 oraz 2001 był kuratorem dwóch kolejnych edycji Biennale w Wenecji. W 2000 był kuratorem wystawy Uważaj wychodząc z własnych snów. Możesz się znaleźć w cudzych, zorganizowanej w Zachęcie z okazji 100-lecia instytucji. W swojej karierze był kuratorem ponad 200 wystaw. 
Zmarł 18 lutego 2005. 